# François Adrien Toulan
 (avril 2016).
François Adrien Toulan (1761-1794) est un militaire français.

## Biographie
Il était marchand de musique à Paris. D'abord chef de bureau dans l'administration des biens des émigrés, il devint membre de la Commune de Paris.
Devenu royaliste, il tenta de faire évader Marie-Antoinette d'Autriche. Arrêté, il parvint à s'enfuir à Toulouse, puis à Bordeaux où il exerça sous un faux nom la profession d'écrivain public. Ayant été découvert, il fut reconduit à Paris et guillotiné le 30 juin 1794.
Sous la Restauration, Marie-Thérèse de France, duchesse d'Angoulême, accorda une pension à sa veuve.